# Amiloxate
Isoamyl p-methoxycinnamate hay còn gọi là Amiloxate là chất chống nắng. Nó được chấp thuận để sử dụng ở Liên minh châu Âu và đang trải qua quá trình đánh giá quy định tại Hoa Kỳ.